# Hemiteles piceus
Hemiteles piceus är en stekelart som först beskrevs av Bridgman 1883.  Hemiteles piceus ingår i släktet Hemiteles och familjen brokparasitsteklar. Inga underarter finns listade i Catalogue of Life.